# Alan Scholefield
Alan Scholefield (15. ledna 1931, Kapské Město – 26. října 2017) byl jihoafrický spisovatel.

## Životopis
Narodil se v Kapském Městě, vystudoval Queen's College v Queenstownu. Po absolvování v roce 1951 se stal novinářem a pracoval v The Cape Times a The Cape Argus.
Se svou první ženou Patricií se usídlil ve Španělsku. Psal krátké články pro americká, kanadská a anglická nakladatelství. Manželství se rozpadlo v roce 1960. Roku 1962 si vzal australskou novinářku a spisovatelku Antheu Goddardovou, následně se přestěhovali do Londýna. Později žili v Hampshire, měli tři dcery.
První Scholefieldův román Uťatá ruka (A View Of Vultures) byl publikován v roce 1966. Následovalo volné pokračování Veliký slon (The Great Elephant, 1967). Kromě těchto románů napsal Scholefield v žánru literatury faktu ságu o třech afrických monarchiích "Temná Království" a dále tři dramata pro SABC a také divadelní adaptaci "Ostrova pokladů".
V roce 1981 byla zfilmována jeho kniha Venom (česky Jed), v níž si zahrál Klaus Kinski a Oliver Reed.

## Dílo

### Romány
- A view of Vultures (1966)
- Great Elephant (1967)
- The Eagles of Malice (1968)
- Wild Dog Running (1970)
- The Young Masters (1972)
- The Hammer of God (1973)
- Lion in the Evening (1974)
- The Alpha Raid (1976)
- Venom (1977)
- Point of Honour (1979)
- Berlin Blind (1980)
- The Stone Flower (1982)
- The Sea Cave (1983)
- Fire in the Ice (1984)
- King of the Golden Valley (1985)
- The Last Safari (1987)
- The Lost Giants (1989)
- Loyalties (1991)
- Night Child (1992)
- Dirty Weekend (1990)
- Thief Taker (1991)
- Never Die in January (1992)
- Threats & Menaces (1993)
- Don’t Be a Nice Girl (1994)
- Burn Out (1994)
- Buried Treasure (1995)
- Night Moves (1996)
- Bad Timing (1997)
- The Drowning Mark (1997)

### Ostatní
- The Dark Kingdoms – literatura faktu (1975)
- Treasure Island – divadelní adaptace (1978)
- River Horse Lake – TVS (1983)
- Sea Tiger – TVS (1985)
- My Friend Angelo – divadelní hra (1990)

jako Lee Jordan:
- Cat’s Eyes (1981, s Antheou Goddardovou)
- Criss Cross (1983)
- The Deadly Side of the Square (1988)
- The Toy Cupboard (1989)
- Chain Reaction (1989)